# Rodrigo Íñigo
Rodrigo Íñigo del Hoyo (nacido el 29 de agosto de 1985 en Ciudad de México) es un exfutbolista mexicano profesional, jugaba en la posición de defensa. 

## Trayectoria
Debutó el 10 de febrero de 2007 en el encuentro del Club América contra el Veracruz, partido que ganó el América 4-2.

## Clubes
Club América sub-20 (2004)
Club América Premier (2005-2006)
Club América (2007-2009)
Querétaro FC (2010)
Club América (2011-2012)
Lobos BUAP (2012-2013)
Club Puebla (2013)
Estudiantes Tecos (2014)
Mineros de Zacatecas (2014-2015)
Cimarrones de Sonora (2015)
Venados FC Yucatán (2016-2018)
Las Vegas Lights FC de USA (2018)
CD San Roque de Lepe de España (2019 actualidad)